# Funaria clavellata
Funaria clavellata är en bladmossart som beskrevs av Brotherus 1903. Funaria clavellata ingår i släktet spåmossor, och familjen Funariaceae. Inga underarter finns listade i Catalogue of Life.